# Marcelina da Silva
Marcelina da Silva (Costa da Mina, século XIX — Salvador, 27 de junho de 1885), também designada Obá Tossi, foi uma celebrada candomblecista soteropolitana do século XIX, a segunda ialorixá do Candomblé Queto da Casa Branca do Engenho Velho (Ilê Axé Iá Nassô Ocá), em sucessão da fundadora Iá Nassô, da década de 1840 até sua morte em 1885. No tempo que conviveu com Iá Nassô, ambas realizaram uma viagem à África, rumo à cidade ancestral de Queto, no atual Benim. Através de sua filha Maria Madalena da Silva, é aparentada com outras figuras do candomblé soteropolitano, como Maria Bibiana do Espírito Santo. Com a sua morte, eclodiu uma disputa pela sucessão entre suas filhas de santo, o que provocaria a fundação do Terreiro do Gantois.

## Vida
Marcelina da Silva, a dita Obá Tossi, nasceu em data incerta ao longo do século XIX na Costa da Mina,(região que hoje corresponde ao Benin, na África). Chegou no Brasil ao menos no fim da década de 1820 e aqui gerou, ainda solteira, Maria Madalena da Silva, que nasceu escrava, mas foi alforriada em 14 de fevereiro de 1837, aos sete anos. Teve outra filha, de nome Isabel, que foi batizada em 2 de junho de 1832 na Igreja de Santa Ana. O documento do batismo é a única menção a esta Isabel, o que pode indicar que tenha falecido ainda infante. O mesmo documento revela que Marcelina era propriedade do forro liberto José Pedro Autrão. Em 28 de setembro de 1834, esteve no batismo da recém-nascida Sofia Clementina da Conceição, que era sua afilhada. O documento que confirma o fato indica que Marcelina também era propriedade de Francisca da Silva, que possivelmente pode ser identificada com Iá Nassô. Em 8 de novembro de 1836, comprou a sua alforria pela quantia de 500 mil réis. No fim de 1837, Marcelina e Madalena acompanharam os seus antigos senhores em sua viagem à Costa da Mina.
É provável, segundo Lisa Earl Castillo, que seja essa a origem da tradição oral que alega que Marcelina, Madalena e Iá Nassô viajaram para Queto, capital do reino homônimo no atual Benim, e lá ficaram por sete anos antes de voltarem a Salvador junto das duas filhas que Madalena gerou na África e Rodolfo Martins de Andrade, o Bamboxê Obiticô. Pela tradição oral, o motivo para a viagem era a intenção destas mulheres de irem até as raízes de sua fé para buscar sacerdotes para levarem de volta ao Brasil. Ainda que também fosse essa a intenção, é possível que o objetivo principal da partida era tentar fugir da perseguição contra os negros deflagrada pelo governo no rescaldo da Revolta dos Malês de 24/25 de janeiro de 1835. Antes da partida, habitavam Ladeira do Carmo, na freguesia do Passo, onde, conforme aludem as fontes do período, havia um frequentado candomblé consagrado a Xangô no qual Iá Nassô, que era um título dado pelo alafim de Oió à sacerdotisa principal do culto a esse orixá, era sua ministrante. No entanto, com a prisão de Domingos da Silva e Tomé José Alves, filhos de Francisca, por suposta associação ao movimento dos malês, ela apelou à assembleia pela soltura deles e, ao consegui-la, obteve passaportes para todos voltarem à África em outubro de 1837.

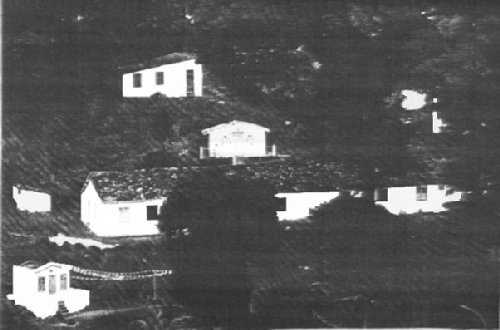
Antiga foto da Casa Branca do Engenho Velho

A tradição oral parece se confirmar neste ponto, pois Queto era um dos poucos reinos iorubás que à época não estava convulsionado pela guerra. Oió, a antiga capital do Império de Oió, e de onde possivelmente se originou Francisca e seus filhos, desde 1835 estava ocupada pelos fulas do Califado de Socoto. Castillo sugere que também podem ter ido a Onim (atual Lagos), que era destino comum dos africanos regressos, mas admite não possuir provas disso. Em meados da década de 1840, Marcelina retornou a Salvador, visto que aparece em registros de batismo de escravos da Freguesia da Sé, onde deve ter residido. Não trouxe consigo sua filha Madalena, que regressou ao Brasil anos depois, sozinha e já adulta. Também não se confirma se Marcelina esteve junto de Rodolfo Martins, como tradicionalmente foi alegado. Com base em relatos que ouviu, Pierre Verger supôs que foi no seu retorno que ocorreu a fundação do terreiro da Casa Branca do Engenho Velho, tido como o mais velho do país.
Ocupou a posição de ialorixá, alegadamente sucedendo Iá Nassô, que além de sua senhora era sua mãe-de-santo, e também foi devotada a Xangô. A tradição oral coloca que o terreiro de início operou na Barroquinha, e após mudar de lugar vezes, foi transferido ao Engenho Velho, quiçá antes de 1849, motivo pelo qual recebeu seu nome. Porém, a documentação disponível não permite aferir a explicação. Marcelina possuía duas propriedades, uma na rua das Laranjeiras, hoje localizada no centro histórico de Salvador, e outra mais afastada, em Cruz do Cosme. Próximo a ambas, ao longo das décadas de 1860 e 1870, operaram vários candomblés, sendo possível que a futura Casa Branca tenha sido instalada aqui antes de ser levada ao Engenho Velho. Independente disso, a primeira menção segura ao terreiro no seu endereço final só ocorreria no fim dos anos 1880.
Não se sabe se, ao voltar para Salvador, ela trouxe bens da África. Fato é que, independente da forma que enriqueceu, possuía fundos que a permitiram obter, num período de 30 anos, entre 1844 e 1878, 18 escravos, que incluíam mulheres e seus filhos; fora estes, sua filha Madalena teve mais três escravos. E tal como sua mãe-de-santo, parece que iniciou seus escravos no candomblé. Em seu testamento, se apresentou como "ganhadeira", que é uma designação que deve aludir a seu tino para o comércio. Seguindo o padrão dos demais libertos de seu tempo, ao longo dos anos 1840 e 1850 investiu os seus recursos na aquisição de escravos, e por meados dos anos 1850, aproveitando o lucro deles, passou a acumular imóveis que então arrendava. Em 8 de fevereiro de 1866, após prováveis 15 anos de relacionamento, visto que já há documentos indicando a relação dos dois desde ao menos o ano de 1850, casou formalmente pela Igreja com o liberto Miguel Vieira. A sua filha Madalena retornou a Salvador em algum momento entre o fim dos anos 1850 e o transcurso dos anos 1860, sendo 1859 uma provável data, e foi viver consigo. Segundo a supracitada tradição oral, e por complementos dados por Maria Bibiana do Espírito Santo, bisneta de Marcelina, Madalena chegou com duas filhas e grávida de uma terceira, a mãe de Maria Bibiana. No inventário dela diz-se que suas filhas se chamavam Maria Teodória dos Reis Bispo, Ângela Maria de Souza Pinheiro e Claudiana Maria do Espírito Santo. Marcelina faleceu em sua casa, na rua das Laranjeiras, na noite de 27 de junho de 1885.  Seu Axexê (ritos fúnebres) foram realizados por seu marido Miguel, que vendeu o equivalente a 600 mil réis em bens móveis da falecida.

## Ascensão econômica
Não se sabe se, ao voltar para Salvador, Marcelina trouxe muitos bens da África. Fato é que, independentemente da forma que enriqueceu, possuía fundos que a permitiram obter entre 1844 e 1878, 18 escravizados, que incluíam mulheres, em sua maioria nagô, e seus filhos, crioulos. Sua filha Madalena também era senhora de 3 de escravizados. Tal como sua mãe-de-santo, parece que iniciou seus escravizados no candomblé. Em seu testamento, apresentou-se como "ganhadeira", designação que deve aludir a sua atividade no comércio, detendo poder aquisitivo considerável que a permitiu acumulou algumas propriedades.
Marcelina comprava escravizados de ganho e os colocavam para trabalhar nas suas de Salvador, capital da Província da Bahia. Com o lucro dos trabalhos deles investia em imóveis, que acabava gerando renda com os aluguéis.
A maioria dos imóveis estava no nome de Madalena da Silva, como forma de contornar a lei n°9 de 13 de maio de 1835, que proibia africanos de possuir imóveis em seu nome. Não havia impedimento para que crioulos possuíssem bens de raiz em seus nomes e Madalena era crioula. Até o final da década de 1860 possuía 6 imóveis sendo 5 deles no centro da cidade. Segundo seu marido essas propriedades foram adquiridas em conjunto, mas registrados no nome da enteada. A renda do casal era gerada, sobretudo, pelos aluguéis, lucros do ganho dos escravizados e dos dividendos provenientes dos serviços espirituais.
De acordo com Lisa Earl Castillo, os lucros advindos dos arrendamentos de seus imóveis e da compra e venda de escravizados asseguraram a Marcelina e sua família uma confortável posição financeira, que a colocou numa privilegiada camada social: pertenciam "[...] a uma espécie de elite entre a população africana da cidade de Salvador, com uma segurança econômica e um padrão de vida material fora do comum."

## Filha: Maria Magdalena da Silva
Maria Magdalena da Silva foi filha biológica de Marcelina da Silva, conhecida como Obatossi, uma das figuras centrais na fundação e consolidação do Candomblé Queto na Bahia. Nascida em Salvador no final da década de 1830, foi identificada em documentos como “crioulinha” de 7 anos em 1837, quando recebeu uma carta de alforria dos seus senhores, José Pedro Autran e Francisca da Silva. A alforria, embora condicional, foi motivada por “amor” e incluiu a cláusula de que acompanharia os ex-senhores onde quer que fossem.
Em outubro de 1837, Maria Magdalena embarcou para a África com a sua mãe Marcelina e o casal de ex-senhores em uma viagem à cidade de Ketu, conforme confirmado por registros de passaporte da época. Segundo a tradição oral preservada por sua neta, Maria Bibiana do Espírito Santo a célebre Mãe Senhora Magdalena permaneceu sete anos na África, onde teve ao menos dois filhos e retornou grávida de uma terceira, Claudiana, mãe de Mãe Senhora.
Após o retorno de Marcelina ao Brasil em data incerta, Maria Magdalena permaneceu por mais tempo na África, retornando já adulta à Bahia. Uma vez de volta, passou a viver com a mãe e o padrasto Miguel Vieira da Silva, com quem Marcelina se casou formalmente em 1866.
Com a proibição legal da aquisição de bens por africanos libertos, boa parte do patrimônio de Marcelina foi registrado em nome de Maria Magdalena, incluindo casas no Taboão, na Rua das Laranjeiras e no Bangala. Após a morte de Marcelina em 1885, Magdalena disputou judicialmente os bens com Miguel Vieira, afirmando-se como herdeira legítima.
Além de ter administrado parte do patrimônio familiar, Magdalena também foi proprietária de escravos, como evidenciam documentos de alforria de Flora (1875), Henriqueta e o seu filho Rufino (1864). A sua descendência direta inclui algumas das mais importantes líderes religiosas do Candomblé baiano, como Mãe Senhora, reforçando o seu papel na continuidade matrilinear do axé na tradição nagô-ketu.

## Morte
Marcelina da Silva, também conhecida no mundo religioso como Obatossi, faleceu em 27 de junho de 1885, na cidade de Salvador, Bahia. A data é mencionada em diversas fontes historiográficas e reforçada pela tradição oral preservada nos principais terreiros de Candomblé da nação Ketu. A sua morte marca o fim de uma trajetória de resistência, liderança espiritual e construção de redes de poder religioso e econômico entre libertos africanos na Bahia oitocentista.
Fontes orais e documentais indicam que a sua morte deu início a disputas de sucessão que resultaram na fundação de outros importantes terreiros, como o Ilê Axé Opô Afonjá e o Terreiro do Gantois, por figuras ligadas direta ou indiretamente a sua linhagem religiosa. Assim, mesmo após a sua morte, a influência de Marcelina estendeu-se para além da Casa Branca, moldando o campo do Candomblé Ketu em Salvador até os dias atuais.
Embora existam registros documentais do seu testamento e do livro de óbitos, o seu conteúdo permanece inacessível em meios digitais públicos. No entanto, diversas publicações acadêmicas confirmam a data da sua morte e situam esse evento dentro de um contexto mais amplo de disputas religiosas, transmissão de autoridade e dinâmicas familiares e patrimoniais.